# The City (soap)
The City was een Amerikaanse soap van de zender ABC die liep van 13 november 1995 tot 28 maart 1997. De serie was een spin-off van soap Loving.
De meeste, vooral jongere, overlevers van de seriemoordenaar, het einde van Loving verhuisden naar het New Yorkse SoHo.
Een van de meest gewaagde verhaallijnen was dat een personage seks had met een transseksueel.
Maar net zoals zijn voorganger Loving kon The City de kijkers niet boeien en had de laagste kijkcijfers van alle soaps. Daarom werd de show geannuleerd na 16 maanden. Vijf maanden later (nadat eerst oude afleveringen van enkele soaps getoond werden) begon de ABC met de nieuwe soap Port Charles, die het tot 2003 zou uithouden.

## Cast
- Morgan Fairchild - Sydney Chase (1995-1996)
- Amelia Heinle - Stephanie Brewster (1995-1996)